# Muscari macrocarpum
Muscari macrocarpum är en sparrisväxtart som beskrevs av Robert Sweet. Muscari macrocarpum ingår i släktet pärlhyacinter, och familjen sparrisväxter. Inga underarter finns listade i Catalogue of Life.

## Bildgalleri

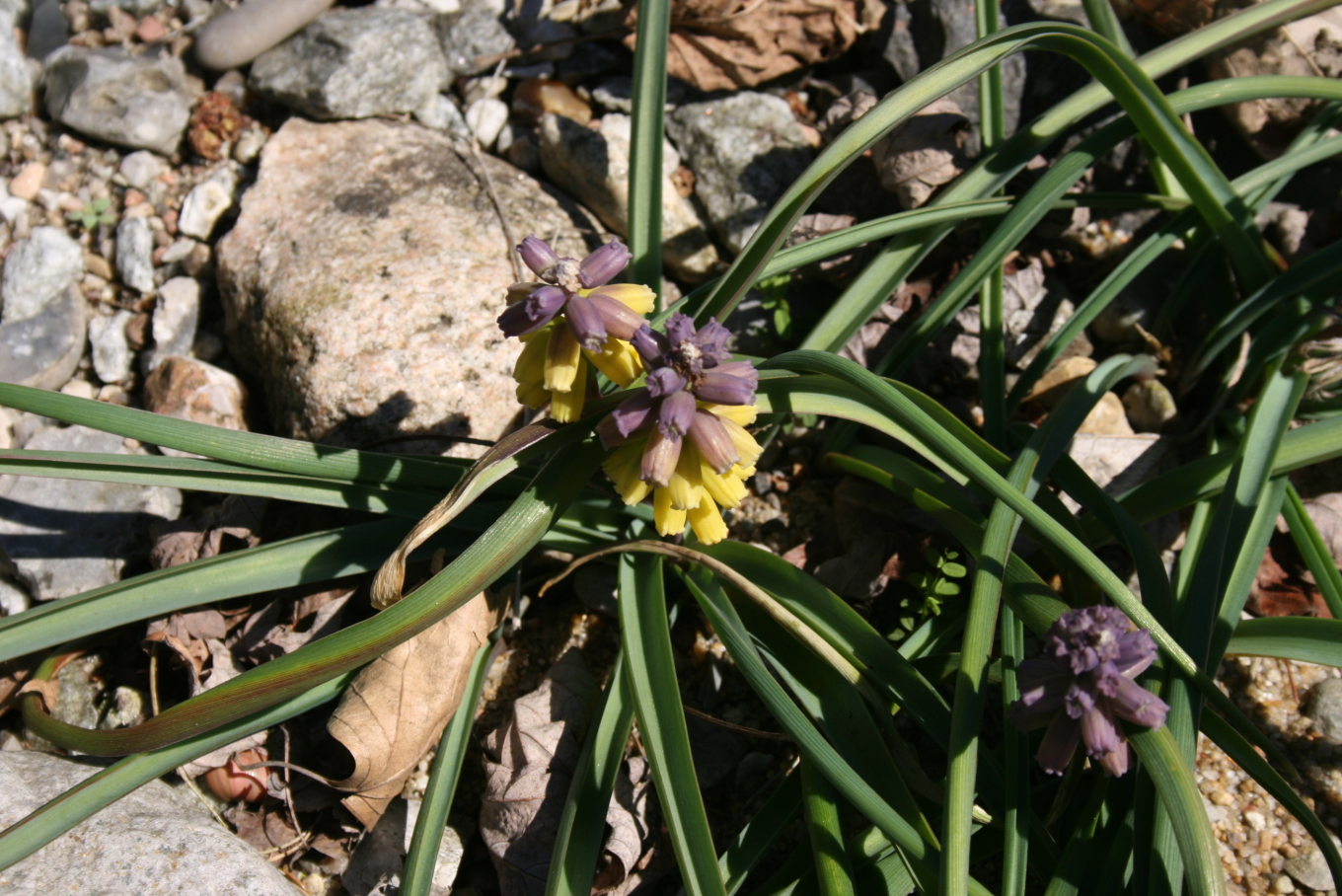